# دانشکده علوم پزشکی خوی
دانشکده علوم پزشکی خوی دانشکده‌ای زیر نظر وزارت بهداشت، درمان و آموزش پزشکی واقع در شهر خوی می‌باشد. این دانشکده در پی ارتقا دانشکده پرستاری و بهداشت خوی در سال ۱۳۹۵ تأسیس شد و مسئول ارائه خدمات بهداشتی درمانی به جمعیتی بیش‌از ۳۵۰ هزار نفر در شهرستان خوی در شمال استان آذربایجان غربی است. این دانشکده ارائه دهندهٔ رشته‌های پزشکی، پرستاری، فوریت، مامائی و بهداشت است.

## تاریخچه
دانشکده پرستاری و بهداشت خوی در سال ۱۳۷۱ تحت نظر دانشگاه علوم پزشکی ارومیه شروع به کار نمود. در سال ۱۳۹۵ مجوز تأسیس دانشکده علوم پزشکی و خدمات بهداشتی درمانی خوی از طرف شورای گسترش وزارت بهداشت درمان و آموزش پزشکی صادر گردید.
ایجاد دانشکده علوم پزشکی شهرستان خوی از جمله برنامه‌های دولت در استان بود که به ثمر نشست و علاقه مندان به ویژه در شمال استان می‌توانند از این ظرفیت آموزشی بهره ببرند. ایجاد دانشکده‌های مستقل در جنوب استان نیز مد نظر قرار دارد که در حال بررسی شرایط لازم در شهرستان‌های جنوبی هستند. یکی از اهداف مهم استقلال دانشکده‌ها مدیریت بهینه منابع اعم از منابع مالی، پرسنلی و تجهیزاتی است. پیشتر دانشکده پرستاری و بهداشت در خوی فعالیت می‌کرد ولی با تدابیر و تلاش دانشگاه علوم پزشکی استان، این دانشکده ایجاد شد و به نام دانشکده علوم پزشکی خوی دانشجو می‌پذیرد. خوی، دومین شهر پرجمعیت آذربایجان غربی است که در شمال استان قرار دارد.

## رشته‌ها
- پزشکی
- ارشد پرستاری
- پرستاری
- تکنسین اتاق عمل
- بهداشت محیط
- بهداشت عمومی
- فوریت‌های پزشکی
- کارشناسی ناپیوسته مامائی[۱۰][۱۱]

## بیمارستان‌ها
- بیمارستان امام خمینی
- بیمارستان آیت‌الله خویی
- بیمارستان قمر بنی هاشم
- بیمارستان شهید مدنی[۱۲]